# Acondrita primitiva
Les acondrites primitives són una subdivisió de meteorits. Es classifiquen en el mateix rang (històricament anomenat "classe") i es troben entre condrites i acondrites. Són anomenats primitius perquè són acondrites que han conservat bona part de les seves propietats condritiques originals. Són molt característiques les còndrules relíquies i una composició química propera a la composició de les condrites. Aquestes observacions s'expliquen com a residus de fosa, fusió parcial o recristalització extensa.

## Descripció
Hi ha molts indicadors de per què algunes acondrites es consideren primitives. Algunes contenen còndrules relíquies, com per exemple l'acapulcoïta o la lodranita, i algunes tenen proporcions d'isòtops d'oxigen similars a les condrites. Hi ha similituds en les concentracions d'elements traça entre les acondrites primitives i les condrites. Es pot observar un indicador textural en seccions petrogràfiques primes. Si una acondrita és primitiva es va formar a través de la recristalització, i tindrà moltes fronteres de gra de 120°. Les acondrites normals es formen cristalizant a partir d'un magma i mostraran textures magmàtiques.
Les lodranites són, per exemple, residus de fusió parcial, mentre que les acapulcoïtes es consideren fusions parcials, però ambdues van ser produïdes per fusió parcial. Les ureileites i les brachinites segueixen sent d'origen incert i es poden explicar com a residus o acumulats.

## Subdivisions
Els següents grups estan assignats a les acondrites primitives:
- Grup de les acapulcoites
- Grup de les lodranites
- Grup de les winonaites